# Lyndoch
Lyndoch ist eine Stadt im Barossa Valley, South Australia, 58 Kilometer nordöstlich von Adelaide.
Die Stadt liegt am südlichen Ende des Barossa Valley zwischen Gawler und Tanunda am Barossa Valley Highway 175 Meter über dem Meeresspiegel. 2021 lebten 1883 Menschen in Lyndoch. Lyndoch gehört zum Barossa Council.

## Geschichte
Vor der Besiedlung durch europäische Einwanderer lebte eine kleine Anzahl an Aborigines in der Gegend.
Im Dezember 1837 erreichten europäische Entdecker das Gebiet. Am 13. Dezember 1837 notierte ihr Anführer Colonel William Light, dass sie ein wunderschönes Tal erreicht hätten, das er Lynedoch Vale nach seinem Freund Lord Lynedoch benannte. Colonel Light verkaufte ab 1839 als Surveyor-General im Auftrag von South Australia Land um den heutigen Ort Lyndoch. In den frühen 1840ern erwarb Edward Rowland ein Stück Land, das heute als Rowland Flat bekannt ist.
Lyndoch und das umgebende Gebiet waren die ersten Orte im Barossa Valley, in dem Wein angebaut wurde. Ein gewisser Herr Gilbert hatte 1847 auf einem Acre Land Wein in Pewsey Vale angebaut, wie auch Johann Gramp Wein am Jacob’s Creek und um 1850 den ersten Wein in dieser Gegend produziert.

## Weingüter
In der näheren Umgebung von Lyndoch befinden sich die folgende Weingüter
- Chateau Yaldara
- Kies Family Wines
- Barossa Settlers Boutique Family Winery
- Burge Family Winemakers
- Schild Estate Wines
- Ross Estate
- Trevor Jones Fine Wines
- Twin Valley Estate